# Campionati europei di duathlon long distance del 2016
I Campionati europei di duathlon long distance del 2016 (V edizione) si sono tenuti a Copenaghen in Danimarca, in data 8 maggio 2016.
Tra gli uomini ha vinto il belga Kenneth Vandendriessche, mentre la gara femminile è andata alla svizzera Nina Brenn.

## Risultati

### Élite uomini
| Pos. | Atleta                  | Paese         | Corsa    | Bici     | Corsa    | Totale   |
| ---- | ----------------------- | ------------- | -------- | -------- | -------- | -------- |
|      | Kenneth Vandendriessche | Belgio        | 00:31:36 | 01:24:24 | 00:31:52 | 02:29:17 |
|      | Seppe Odeyn             | Belgio        | 00:31:36 | 01:24:23 | 00:32:00 | 02:29:26 |
|      | Yannick Cadalen         | Francia       | 00:31:36 | 01:24:19 | 00:32:21 | 02:29:47 |
| 4    | Jerome Philippe         | Belgio        | 00:31:39 | 01:24:17 | 00:32:27 | 02:29:53 |
| 5    | Anthony Le Duey         | Francia       | 00:31:56 | 01:24:07 | 00:32:32 | 02:29:59 |
| 6    | Gaël Le Bellec          | Francia       | 00:32:33 | 01:23:21 | 00:33:22 | 02:30:45 |
| 7    | Søren Bystrup           | Danimarca     | 00:31:42 | 01:24:12 | 00:33:38 | 02:31:07 |
| 8    | Thomas Bruins           | Paesi Bassi   | 00:31:42 | 01:24:15 | 00:34:17 | 02:31:51 |
| 9    | Chris Fischer           | Danimarca     | 00:32:35 | 01:23:19 | 00:34:58 | 02:32:35 |
| 10   | Massimo Cigana          | Italia        | 00:34:10 | 01:23:10 | 00:34:18 | 02:33:18 |
| 11   | Diego Van Looy          | Belgio        | 00:32:35 | 01:25:01 | 00:34:27 | 02:33:46 |
| 12   | Lee Piercy              | Regno Unito   | 00:33:28 | 01:23:51 | 00:35:00 | 02:34:20 |
| 13   | Kasper Laumann Hartlev  | Danimarca     | 00:31:40 | 01:28:12 | 00:32:58 | 02:34:25 |
| 14   | Julian Lings            | Regno Unito   | 00:31:57 | 01:26:43 | 00:34:38 | 02:34:54 |
| 15   | Fabian Zehnder          | Svizzera      | 00:32:31 | 01:26:02 | 00:36:51 | 02:37:00 |
| 16   | Alexander Picard        | Paesi Bassi   | 00:34:01 | 01:24:17 | 00:37:01 | 02:37:10 |
| 17   | Michele Paonne          | Liechtenstein | 00:33:56 | 01:27:21 | 00:35:02 | 02:38:15 |
| 18   | Peter Ellis             | Regno Unito   | 00:34:21 | 01:25:44 | 00:37:05 | 02:38:53 |
| 19   | Andreas Kälin           | Svizzera      | 00:33:30 | 01:27:49 | 00:36:21 | 02:39:18 |
| 20   | Chris Roxburgh          | Regno Unito   | 00:34:34 | 01:29:31 | 00:38:12 | 02:44:02 |
| 21   | Dany Papi               | Lussemburgo   | 00:35:06 | 01:31:43 | 00:41:42 | 02:50:34 |
| 22   | Alan Murchison          | Regno Unito   | 00:34:11 | 01:32:57 | 00:45:31 | 02:54:36 |
| 23   | Magnus Magnoy           | Svezia        | 00:39:41 | 01:32:16 | 00:52:05 | 03:06:26 |

### Élite donne
| Pos. | Atleta              | Paese       | Corsa    | Bici     | Corsa    | Totale   |
| ---- | ------------------- | ----------- | -------- | -------- | -------- | -------- |
|      | Nina Brenn          | Svizzera    | 00:36:10 | 01:32:16 | 00:37:50 | 02:48:02 |
|      | Maja Stage Nielsen  | Danimarca   | 00:36:37 | 01:32:16 | 00:38:24 | 02:48:55 |
|      | Susanne Svendsen    | Danimarca   | 00:36:20 | 01:32:32 | 00:39:35 | 02:50:00 |
| 4    | Victoria Gill       | Regno Unito | 00:36:55 | 01:34:52 | 00:38:50 | 02:52:31 |
| 5    | Miriam Van Reijen   | Paesi Bassi | 00:36:20 | 01:38:48 | 00:37:09 | 02:54:15 |
| 6    | Petra Eggenschwiler | Svizzera    | 00:37:19 | 01:38:32 | 00:40:33 | 02:58:39 |
| 7    | Katrin Esefeld      | Germania    | 00:37:46 | 01:52:50 | 00:40:31 | 03:12:48 |